# Нижняя Ольховая
Нижняя Ольховая (укр. Нижня Вільхова) — село, относится к Станично-Луганскому району Луганской области Украины.
Население по переписи 2001 года составляло 825 человек. Почтовый индекс — 93641. Телефонный код — 6472. Занимает площадь 3 км².
Нижняя Ольховая- село, центр Ольховского сельского Совета. Расположена в 14 км от районного центра и в 14 км от железнодорожной станции Ольховая. Дворов-319, население 825 человек. Сельскому совету подчинены села: Верхняя Ольховая, Малинове, Нижняя Лощина, Плотина, Пшеничное.
Площадь населенного пункта — 336,4 га.
Население-794 человека.
Количество дворов-353.
День села — 14 октября.
На территории села функционирует амбулатория, два ФАПа и аптека. Работает две школы, три дома культуры, две библиотеки и музей. В честь погибших в годы Великой Отечественной войны односельчан установлен мемориал.

## История
На территории сельсовета расположены два колхоза. Центральная усадьба хозяйства «Ольховский», за которым закреплено 7745 га пахотной земли, находиться в Нижней Ольховой. Колхоз специализируется на производстве молока, выращиваются также зерновые культуры, 15 колхозников награждены орденами и медалями за успехи в труде. Орден Ленина вручен руководителю комплексной бригады Г. А. Гнутову и механизатору В. Ф. Болтинову. Центральная усадьба колхоза «Родина» расположена в селе Плотине. За хозяйством закреплено 4668 га. сельскохозяйственных угодий, в том числе 3557 га. пахотной земли. Специализируется на производстве молока и мяса. Выращиваются зерновые культуры, 23 колхозника награждены орденами и медалями. В Нижней Ольховой действует районное объединение «Сельхозтехники».
В Нижней Ольховой имеются средняя школа, в которой 20 учителей обучают 253 ученика, дом культуры со зрительным залом на 400 мест, две библиотеки с книжным фондом 13 тыс. томов, а также медицинский пункт, детские ясли, дом быта, четыре магазина, столовая.
На учёте в трех партийных организациях-125 коммунистов, в четырёх комсомольских-200 членов ВЛКСМ. Партийная и комсомольская ячейки созданы в 1920 году.
Село основано в XVIII в., его территория заселена казаками, беглецами российскими крестьянами (по другим данным-село основано в начале XIX казаками Станично-Луганского юрта) В XIX в селе насчитывалось 119 дворов, проживало 349 муж. 377 жен. Вблизи села выявлено средневековья, грунтовый могильник салтово-маяцкой культуры. Название села: гидронимного происхождения, образовано дублированием без изменений наименования речки Нижняя Ольховая. Название от флоронимичное, образовано от наименования дерева ольха. Первая часть названия, слово «Нижне-», используется для отличия от с. Верхняя Ольховая.
Советская власть установлена в январе 1918 года. Во время Великой Отечественной войны защищали Родину 355 жителей села, 277 из них погибли на поле брани, 138 человек награждены орденами и медалями. В период временной оккупации Верхней Ольховой немецко-фашистскими захватчиками действовала подпольная комсомольская группа из пяти человек. Все патриоты расстреляны фашистами.
1 марта 2022 года село вернулось в состав Луганской Народной Республики.

## Местный совет
93641, Луганська обл., Станично-Луганський р-н, с. Нижня Вільхова, вул. Октябрьська, 52 (укр.)